# Gefleckte Schnarrschrecke
Die Gefleckte Schnarrschrecke (Bryodemella tuberculata) ist eine Art aus der Familie der Feldheuschrecken (Acrididae).

## Merkmale
Die Tiere erreichen eine Länge von 26 bis 31 Millimetern (Männchen) bzw. 29 bis 39 Millimetern (Weibchen) und zählen damit zu den größten und auch eindrucksvollsten Feldheuschrecken Mitteleuropas. Sie haben ein unauffälliges Erscheinungsbild und eine graue, braune, schwärzliche oder grünliche Grundfarbe. Die Vorderflügel weisen zwei deutliche helle Flecken auf, die zum Teil auch zu angedeuteten Binden erweitert sind. Die Hinterflügel sind vor allem bei den Männchen fächerförmig verbreitert. Sie sind auf der Hälfte des Ansatzes rosa bis rötlich, der übrige Teil und auch das vordere erste Fächerglied sind braun gefärbt. Jede zweite Längsader ist kräftiger ausgeprägt und zudem deutlich in den entsprechenden Farben erkennbar. Der Halsschild ist gerunzelt und trägt einen schwachen, doppelt unterbrochenen Kiel. Die Schienen (Tibiae) der Hinterbeine sind gelb gefärbt.

### Genom
Die Gefleckte Schnarrschrecke hat mit 21,48 Milliarden Basenpaaren das bisher größte bekannte Insekten-Genom. Damit hat die Gefleckte Schnarrschrecke über zwei Milliarden Basenpaare mehr als die Asiatische Wüstengrille, die als bisheriger Rekordhalter an Basenpaaren galt; der Mensch hat rund siebenmal weniger.

## Vorkommen
Die Tiere kommen in Mittel- und Nordeuropa vor. Sie besiedeln sowohl spärlich bewachsene, sandige Heiden, wie auch Geröllflächen an Gebirgsflüssen und -bächen. In Deutschland ist die Art bereits seit etwa 50 Jahren in den nördlichen Heidegebieten ausgestorben, im Süden werden noch einzelne unverbaute Flussufer besiedelt, diese sind aber durch Freizeitsport der Menschen stark beeinträchtigt, was vermutlich zum Aussterben der Art in Deutschland führen wird. Auch im übrigen Mitteleuropa sind die Populationen stark rückläufig und gefährdet. Die Imagines findet man von Juli bzw. August bis in den September.

## Lebensweise
Die Art ernährt sich phytophag. Insbesondere die Männchen können hervorragend fliegen und legen dabei bis zu 50 Meter zurück. Die Weibchen fliegen kürzer. Beide Geschlechter erzeugen im Flug einen schnarrenden Ton, der sich deutlich sanfter als bei der Rotflügligen Schnarrschrecke (Psophus stridulus) anhört. Der Flug kann aber auch ohne diesen Ton stattfinden. Während der Balz sitzt das Weibchen am Boden während es vom Männchen schnarrend umflogen wird.

## Gefährdung und Schutz
- Rote Liste BRD: 1 (vom Aussterben bedroht).[3][4]

## Referenzen